# Шияня (заказник)
Шия́ня — ботанічний заказник місцевого значення в Україні. Розташований у межах Виноградівського району Закарпатської області, неподалік від села Онок. 
Площа 3,9 га. Статус надано згідно з рішенням обласної ради від 11.01.2002 року № 377. Перебуває у віданні Оноцької сільської ради. 
Статус надано з метою збереження місць зростання рідкісних видів рослин, занесених до Червоної книги України, серед яких шафран банатський (Crocus banaticus), гадюча цибулька гроноподібна (Alnus glutinosa), гадюча цибулька трансільванська, гадюча цибулька чубата, пальчатокорінник травневий, люмикамінь бульбистий, барвінок малий.

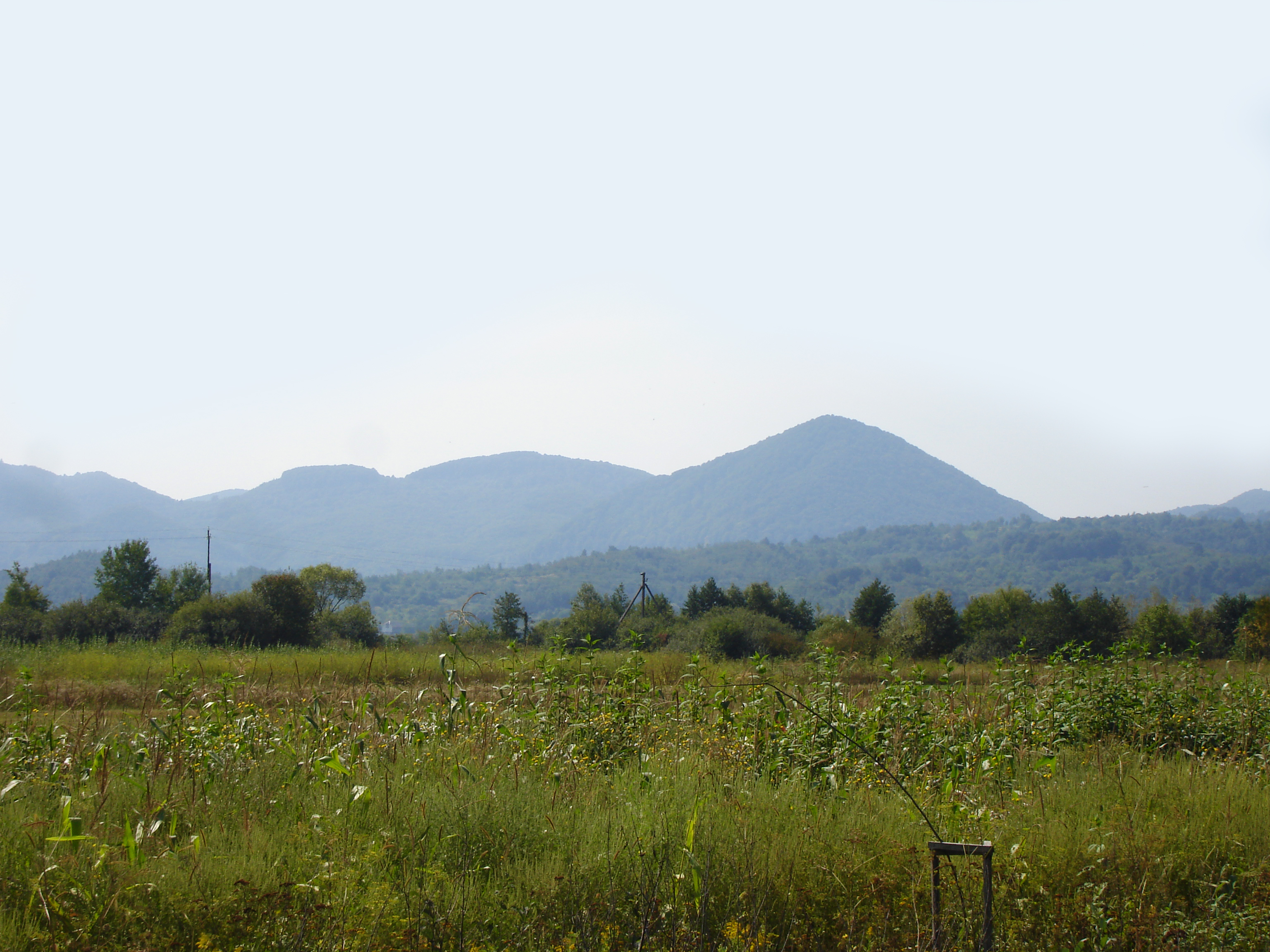
Заказник: поле на передньому плані та гори на задньому плані
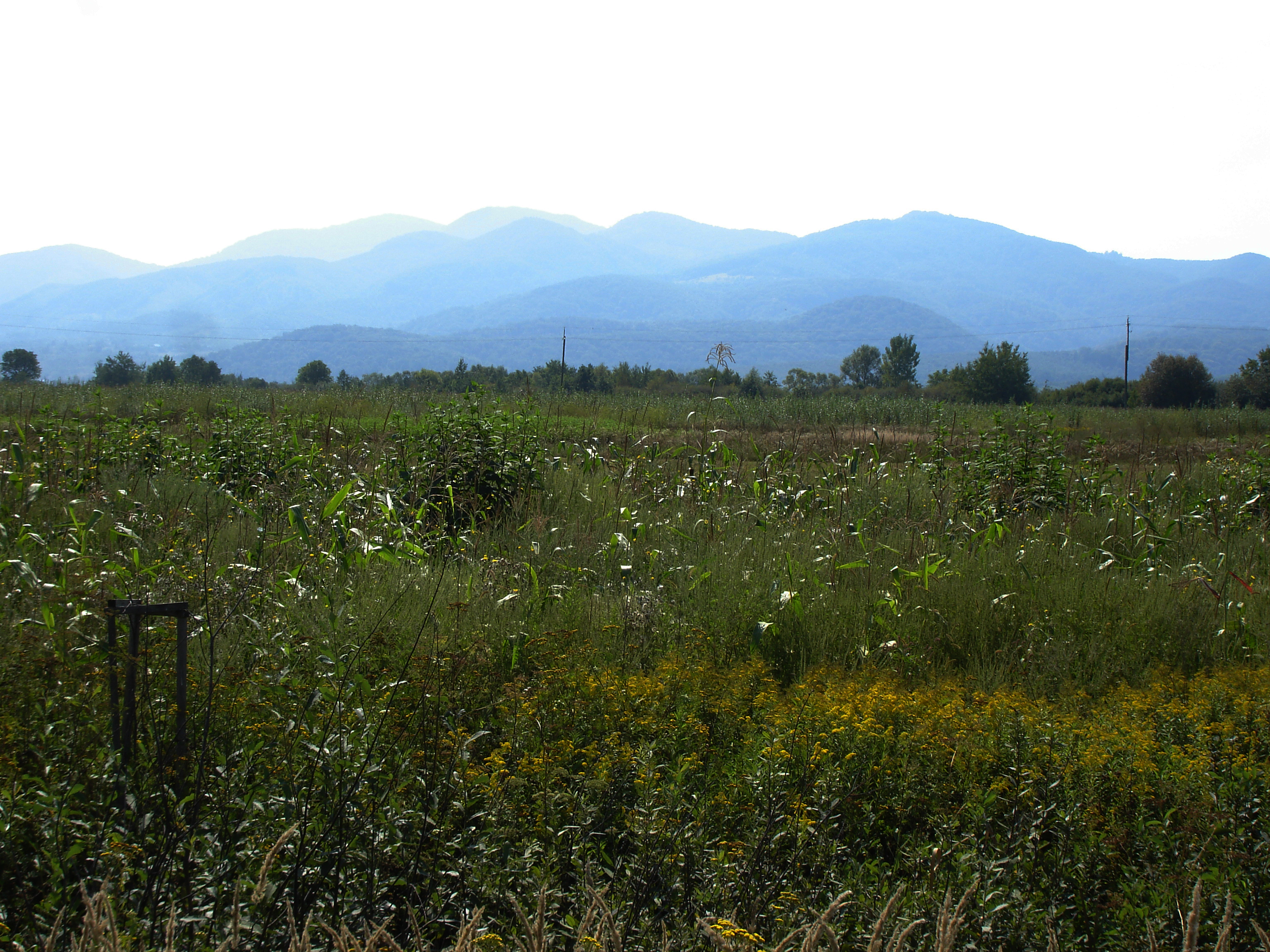
Поле перед горами
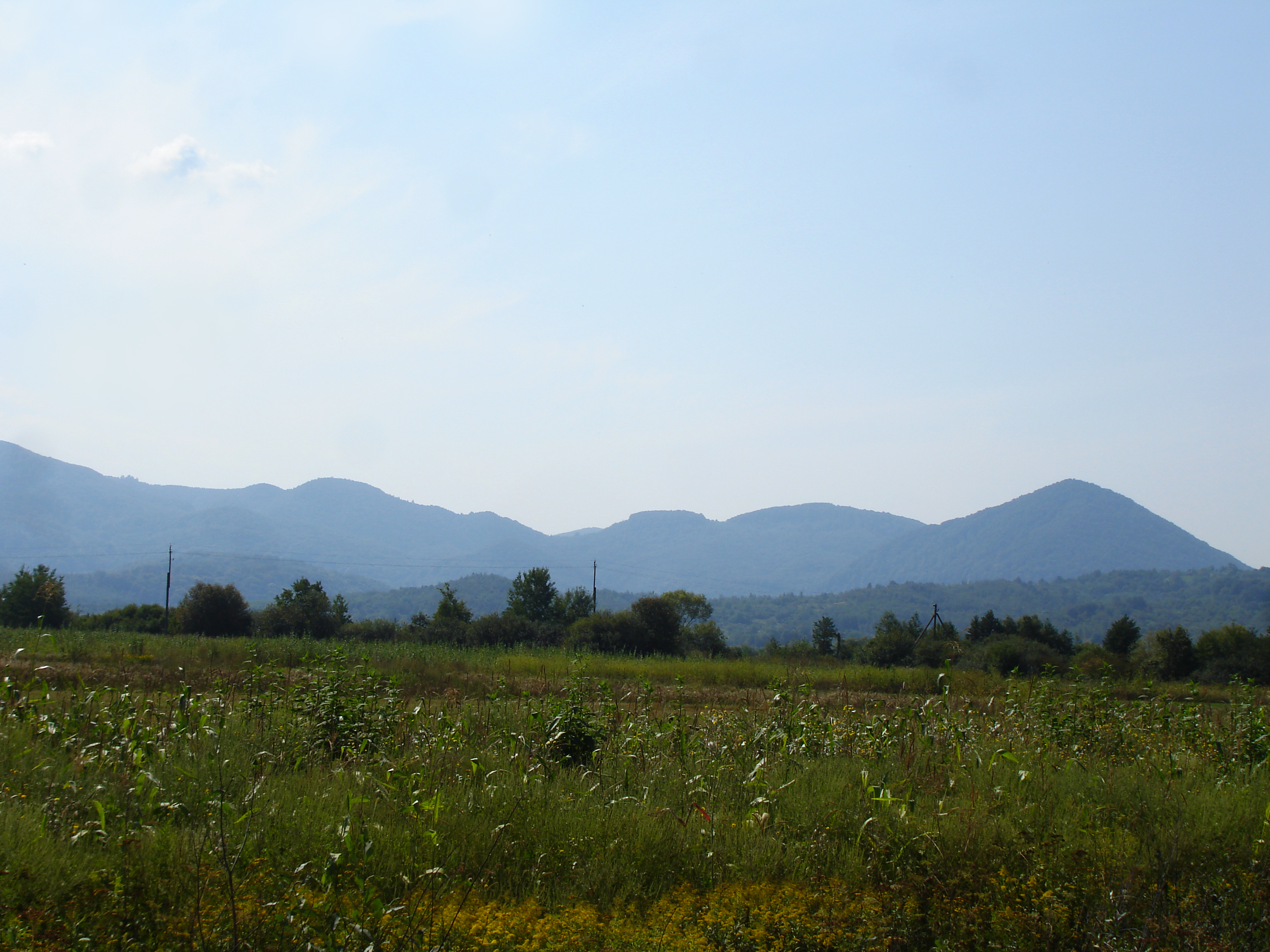
Гірські вершини заказника
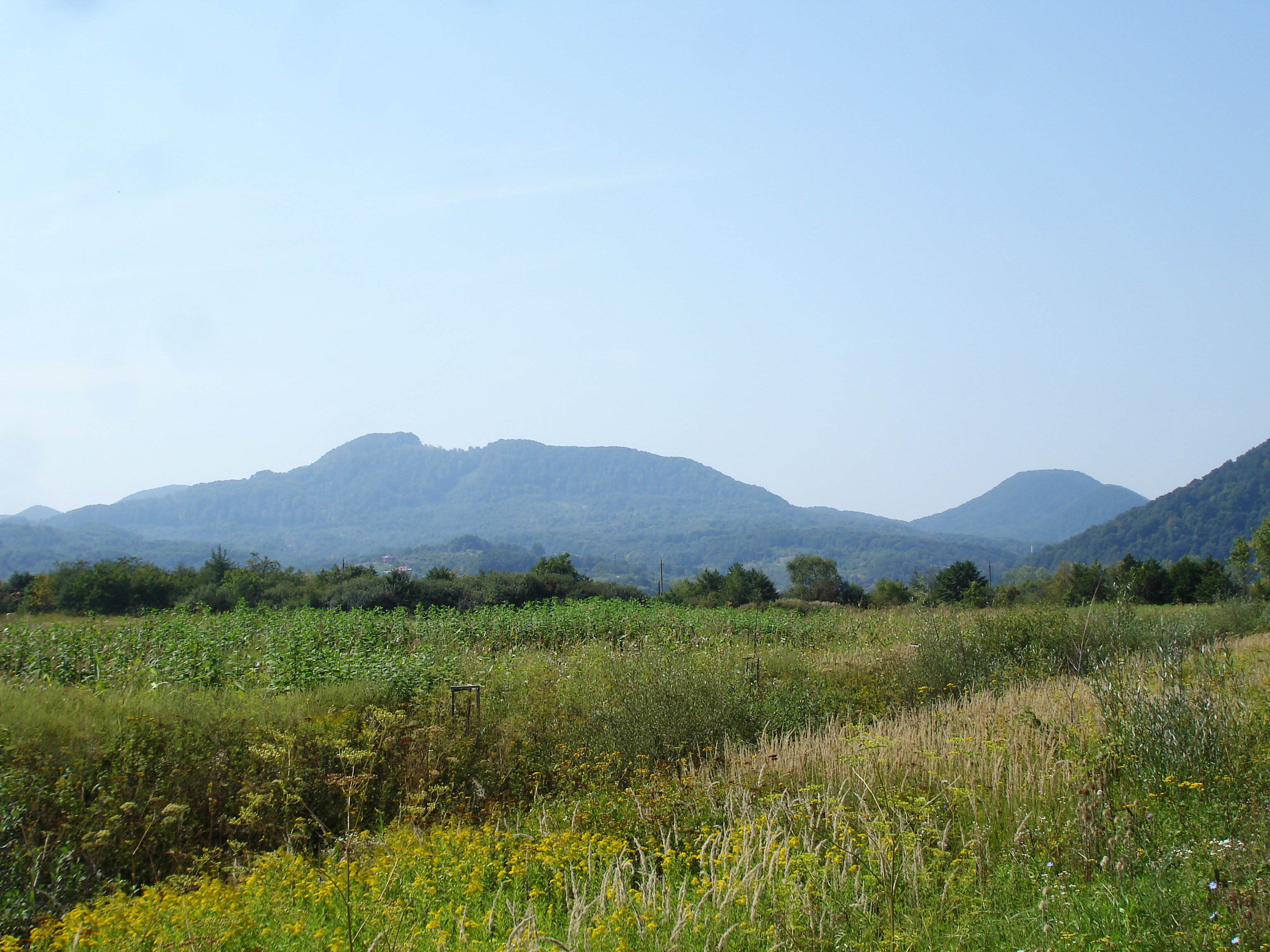
Одна з гірських вершин